# Кіно-театр.ру
Кино-театр.ру — російський інтернет-проєкт про російські і зарубіжні кінофільми, телесеріали та спектаклі, а також про кіно- і театральних діячів.

## Опис
Заснований 21 липня 2006 року програмістом Петром Кірєєвим. Головний редактор і генеральний директор порталу — Жан Просяна, шеф-редактор — Ірина Тимофєєва.
«Кинотеатр.ру» спочатку створювався як хобі для любителів кіно і театру, потім переріс в інформаційний кінопортал і базу даних про кіно і спектаклях. Перший час сайт спеціалізувався на російському кіно і театрі, а з 2008 року стала з'являтися інформація про закордонне кіно. У 2016 році на сайті стався редизайн. До 2019 року «Кино-театр.ру» мав найбільшою базою російських акторів, режисерів та діячів кіномистецтва, а також був найбільшим агрегатором онлайн-кінотеатрів.
За даними LiveInternet від 2019 року, відвідуваність сайту — понад 13,5 млн осіб на місяць, переглядів — 50-70 млн на місяць. За даними SimilarWeb, сайт відвідують 15,4 млн осіб на місяць. За даними Alexa Internet, за відвідуваністю сайт займав 73 місце в Росії.
У 2014 році велися переговори про продаж кінопорталу холдингу АФК «Система» за 8 млн доларів.